# Сентянівська селищна рада
| Сентянівська селищна рада — орган місцевого самоврядування у Слов'яносербському районі Луганської області з адміністративним центром у смт Сентянівка. Історична дата утворення: в 1964 році. Водоймища на території, підпорядкованій даній раді: річка Лугань. |

## Історія
11 лютого 2015 року Верховна Рада України постановила змінити межі Попаснянського і Слов'яносербського районів Луганської області, збільшивши територію Попаснянського району на 51,0 гектара земель за рахунок передачі до його складу 51,0 гектара земель, що знаходяться у віданні Сентянівської селищної ради Слов'яносербського району (в тому числі територію села Жолобок).

## Населені пункти
Селищній раді підпорядковані населені пункти:
- смт Сентянівка
- с. Дачне
- с. Жолобок

## Склад ради
Рада складається з 20 депутатів та голови.

### Керівний склад ради
| ПІБ                         | Основні відомості                                                        | Дата обрання | Дата звільнення |
| --------------------------- | ------------------------------------------------------------------------ | ------------ | --------------- |
| Меріуц Володимир Юрійович   | Селищний голова, 1962 року народження, освіта, безпартійний              | 26.03.2006   | 18.05.2009      |
| Суховєєв Іван Станіславович | Селищний голова, 1978 року народження, освіта, член Партії регіонів      | 20.06.2010   | 31.10.2010      |
| Суховєєв Іван Станіслівович | Селищний голова, 1978 року народження, освіта вища, член Партії регіонів | 31.10.2010   |                 |

Примітка: таблиця складена за даними джерела